# Coprosma quadrifida
Coprosma quadrifida là một loài thực vật có hoa trong họ Thiến thảo. Loài này được (Labill.) Rob. mô tả khoa học đầu tiên năm 1910.